# Папа Адеодат II
Папа Адеодат II (лат. Adeodatus Secundus; 17. јун 676.) је био 77. папа од 11. априла 672. до 17. јуна 676.